# 行唐县
行唐县是中国河北省石家庄市所辖的一个县。縣人民政府駐龍州鎮玉城大街17號。
行唐縣屬於太行山東麓淺山區與華北平原交接地帶，縣境西北部為太行山淺山區，東南部為華北平原西緣，呈現低山、丘陵、平原三種地貌，地形大致為“五山二坡三分田”，境內最高海拔960米，最低海拔75米。

## 历史沿革
战国赵惠文王八年，建南行唐城，城址位于今故郡村；西汉置南行唐县，属常山国，东汉、曹魏、西晋皆因之。北魏改名行唐，太和十四年于此设置唐郡，二十一年郡废，仍属常山郡；熙平中移于今治。隋开皇六年于县北境设滋阳县，属恒州，唐初滋阳并入行唐，长寿二年，改为章武。神龙元年，复为行唐。宋属真定府，金因之，明昌四年析北镇置阜平县。元初属恒州，后直属保定路；明初属定州，正统十三年直属真定府，清因之。现属石家庄市。

## 人口
根據第七次人口普查數據，截至2020年11月1日零時，行唐縣常住人口為376627人。

## 交通
- 行唐站（朔黄铁路）
- 234国道过境。

## 行政区划
行唐县下辖4个镇、11个乡：
龙州镇、南桥镇、上碑镇、口头镇、上方镇、独羊岗乡、安香乡、只里乡、市同乡、翟营乡、城寨乡、玉亭乡、北河乡、上闫庄乡和九口子乡。